# Giusto Utens
Giusto Utens, nome italianizzato di Iustus van Utens (Bruxelles, ... – Carrara, 1609), è stato un pittore fiammingo attivo in Italia.

## Biografia
Trasferitosi a Carrara intorno al 1580, qui si sposò nel 1588 e vi morì nel 1609, lasciando un figlio, Domenico, anch'egli pittore.

## Le lunette delle ville medicee
La sua opera più famosa è la serie di quattordici lunette raffiguranti le ville medicee (1599-1602), con idilliache vedute aeree di precisione calligrafica, molto decorative e preziose testimonianze sull'aspetto di questi edifici nel passato. Esse furono dipinte per la villa Medicea di Artimino come "inventario" (diremmo oggi "catasto") dei possedimenti del granduca Ferdinando I de' Medici, e dopo vari spostamenti, sono conservate oggi nella villa della Petraia a Firenze. In origine erano 17, ma solo 14 ci sono pervenute.
Le ville raffigurate sono:
1. Villa medicea del Trebbio denominata nella lunetta Il Trebbio
2. Villa medicea di Cafaggiolo denominata nella lunetta Cafagiolo
3. Palazzo Pitti, Giardino di Boboli e Forte Belvedere denominati nella lunetta Belveder con Pitti
4. Villa medicea di Castello denominata nella lunetta Castello
5. Villa medicea La Petraia denominata nella lunetta  La Pretaia
6. Villa medicea di Pratolino denominata nella lunetta Pratolino
7. Villa medicea dell'Ambrogiana denominata nella lunetta L'Ambrogiana
8. Villa medicea di Lappeggi denominata nella lunetta La Peggio
9. Villa medicea di Poggio a Caiano denominata nella lunetta Poggio
10. Villa medicea di Seravezza denominata nella lunetta Seravezza
11. Villa medicea La Magia denominata nella lunetta La Magia
12. Villa medicea di Marignolle denominata nella lunetta Marignolle
13. Villa medicea di Montevettolini denominata nella lunetta Monte Veturino
14. Villa medicea di Collesalvetti denominata nella lunetta Colle Salvetti

Si pensa che nelle tre lunette mancanti fossero dipinte la Villa medicea di Artimino e, forse, la Villa medicea di Careggi. In ogni caso nei primi anni del Novecento un anonimo artista realizzò tre lunette per completare la serie, ispirate alle vedute settecentesche di Giuseppe Zocchi e di stile completamente diverso, senza prospettiva "a volo d'uccello", raffiguranti la villa di Careggi, quella di Cerreto Guidi e quella di Poggio Imperiale (che all'epoca di Utens si sarebbe chiamata secondo l'antica denominazione "Poggio Baroncelli").

## Galleria d'immagini

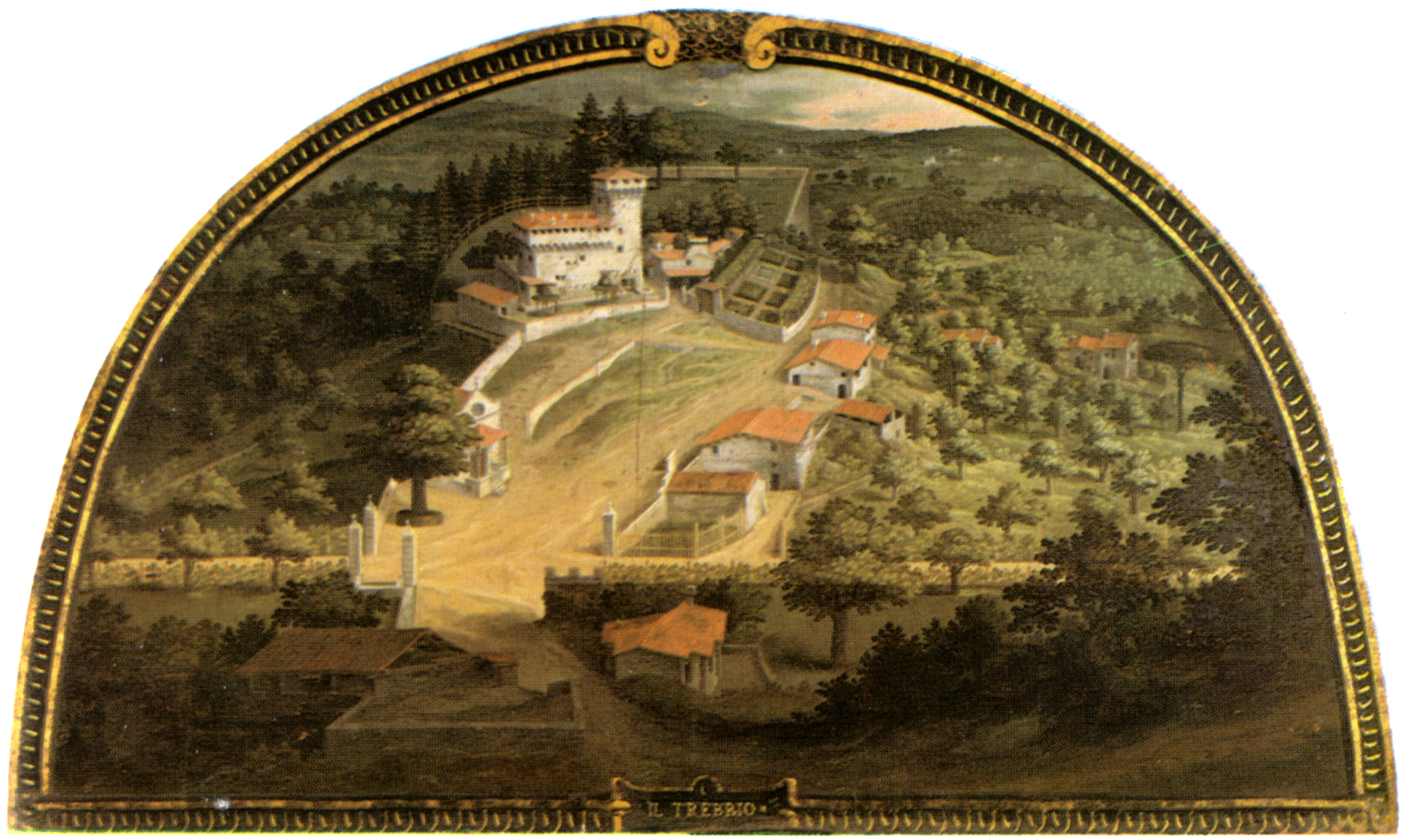
Villa medicea del Trebbio
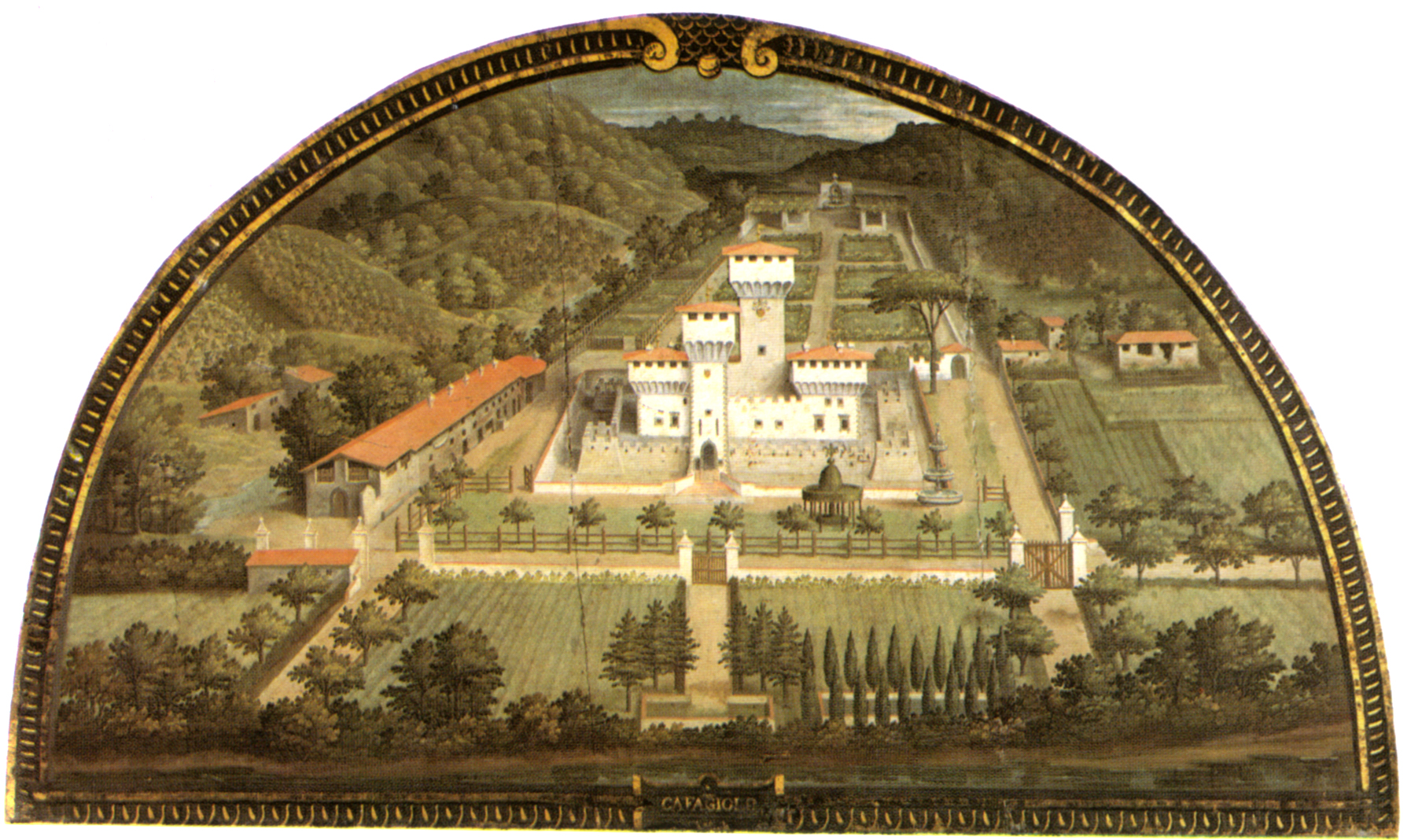
Villa medicea di Cafaggiolo
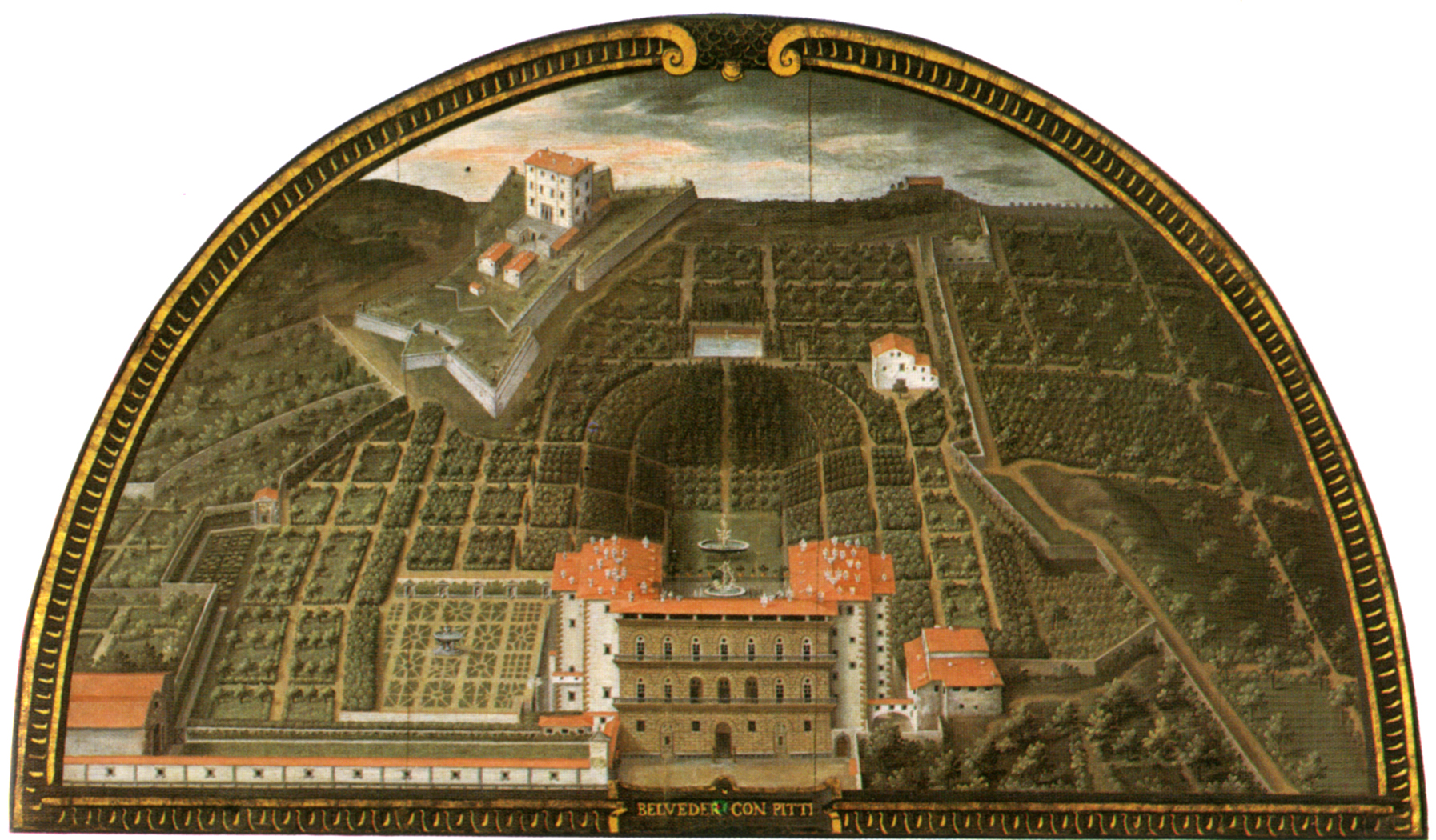
Palazzo Pitti, Giardino di Boboli e Forte Belvedere
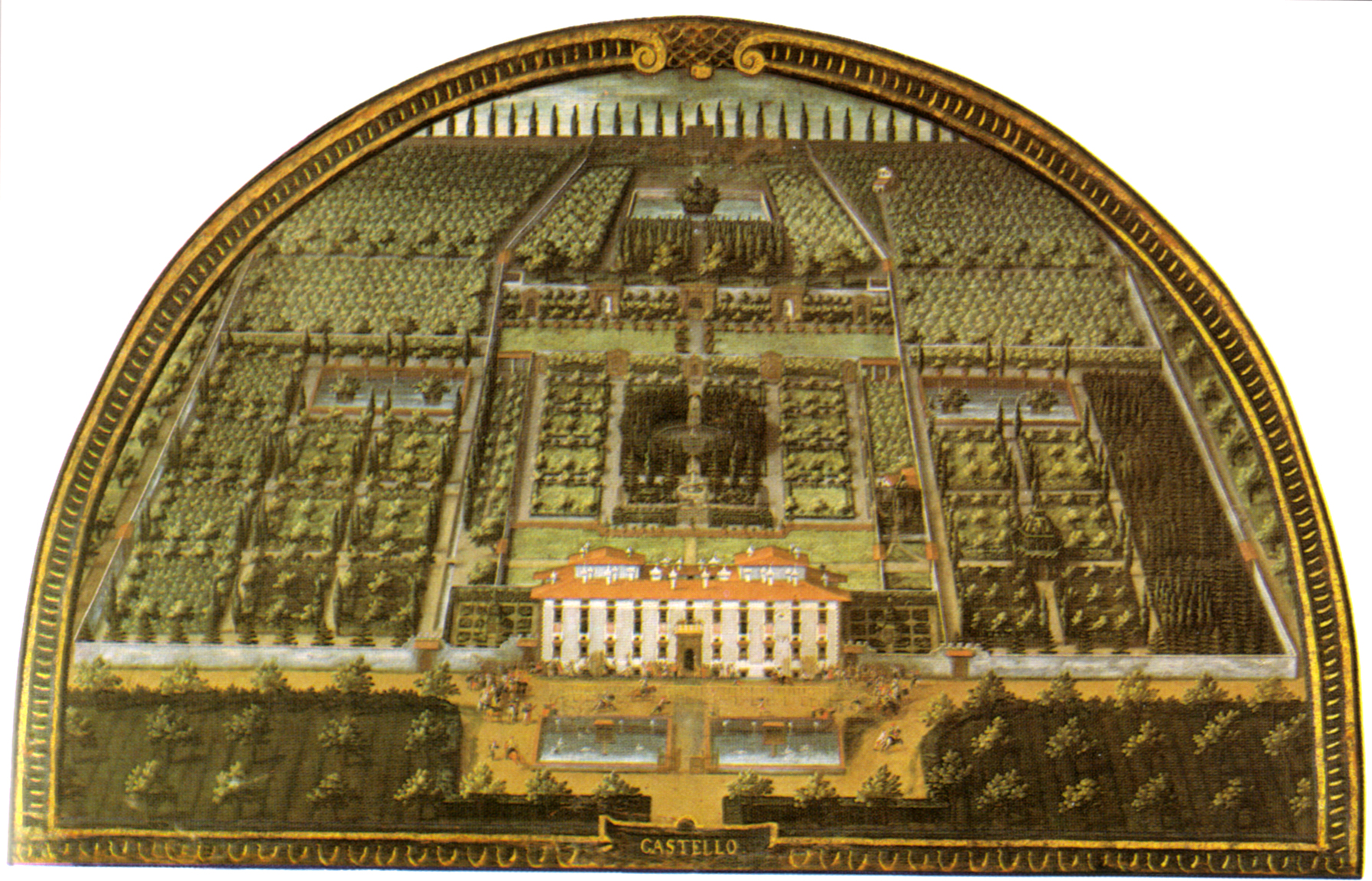
Villa medicea di Castello
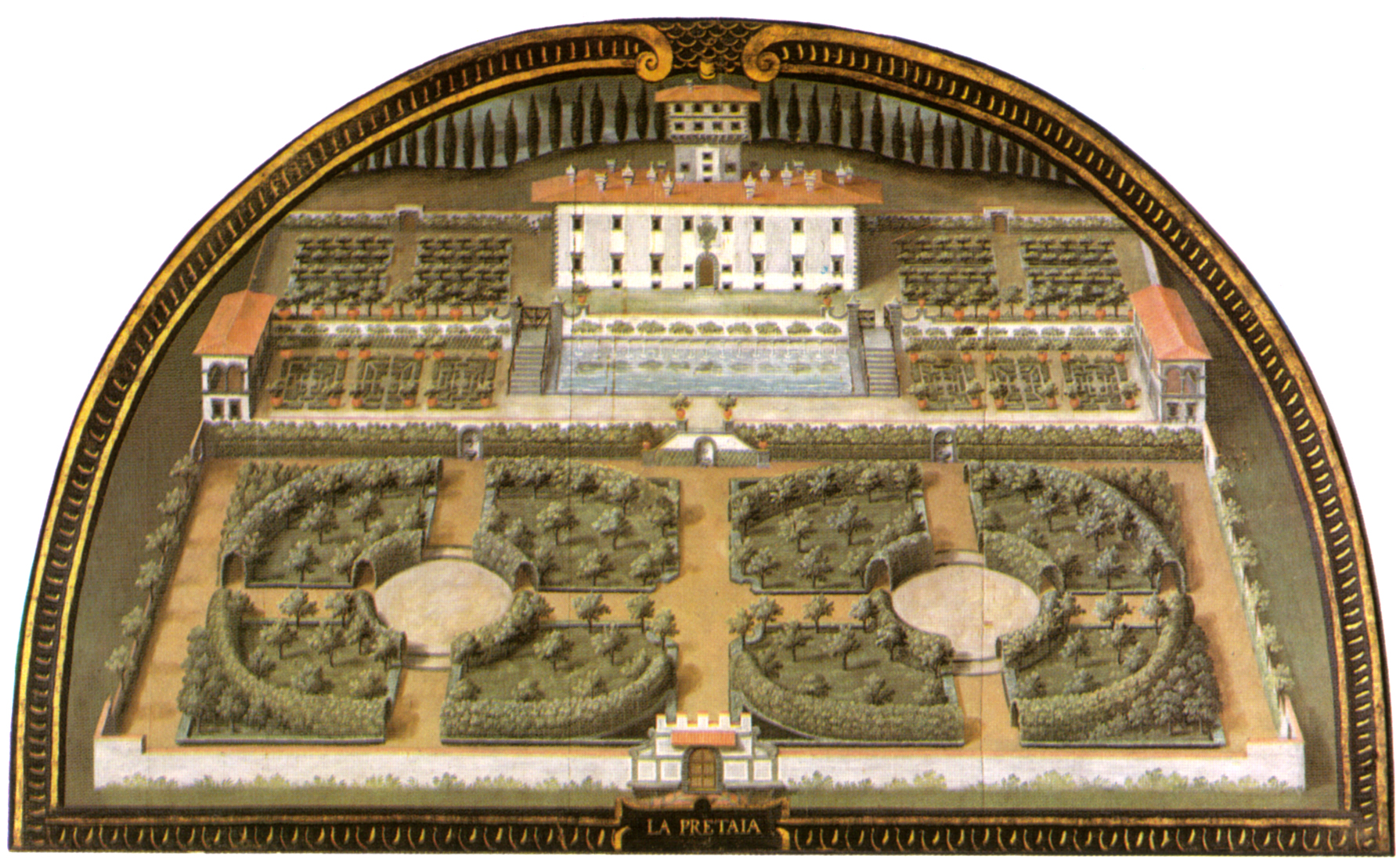
Villa medicea della Petraia
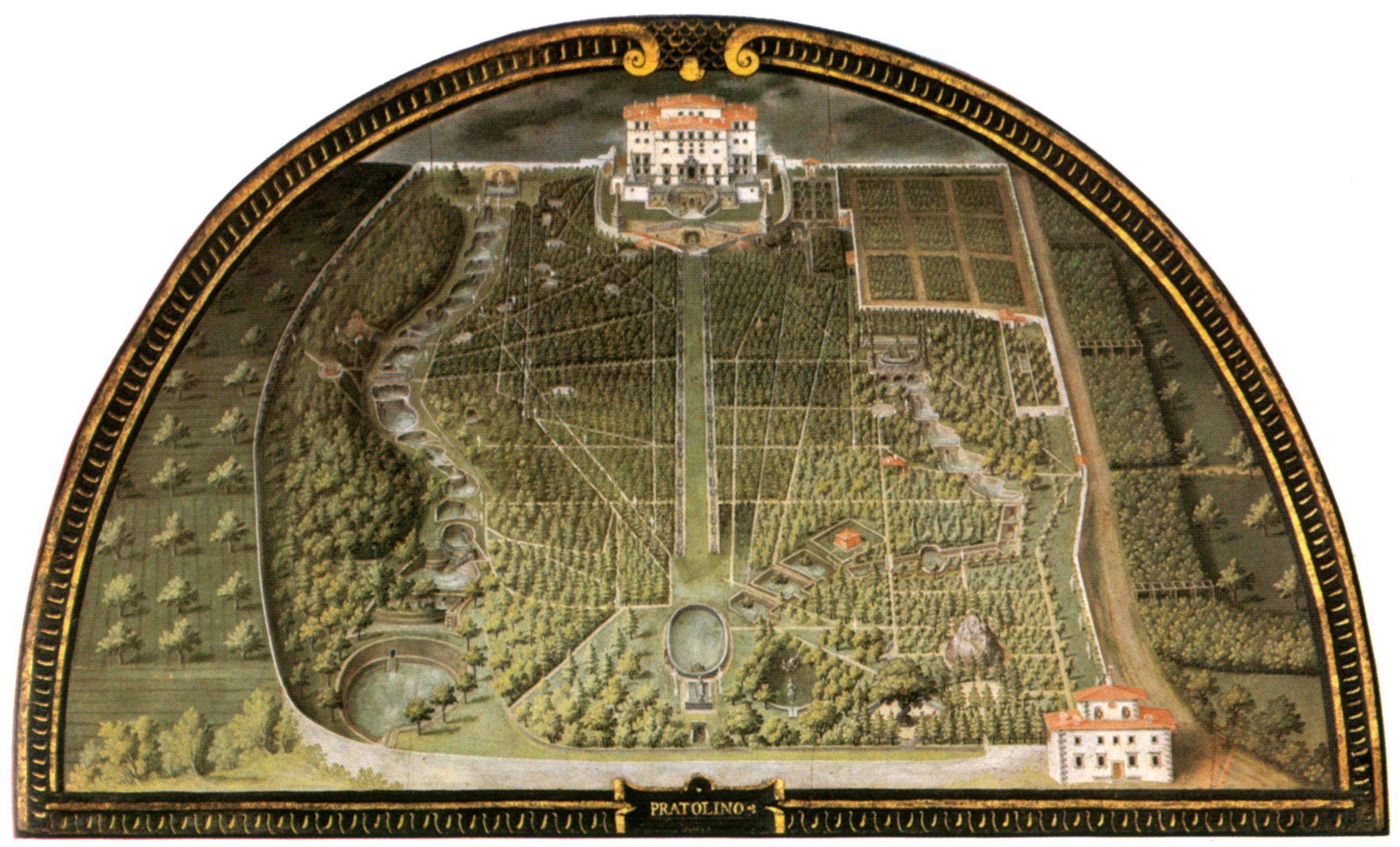
Villa medicea di Pratolino
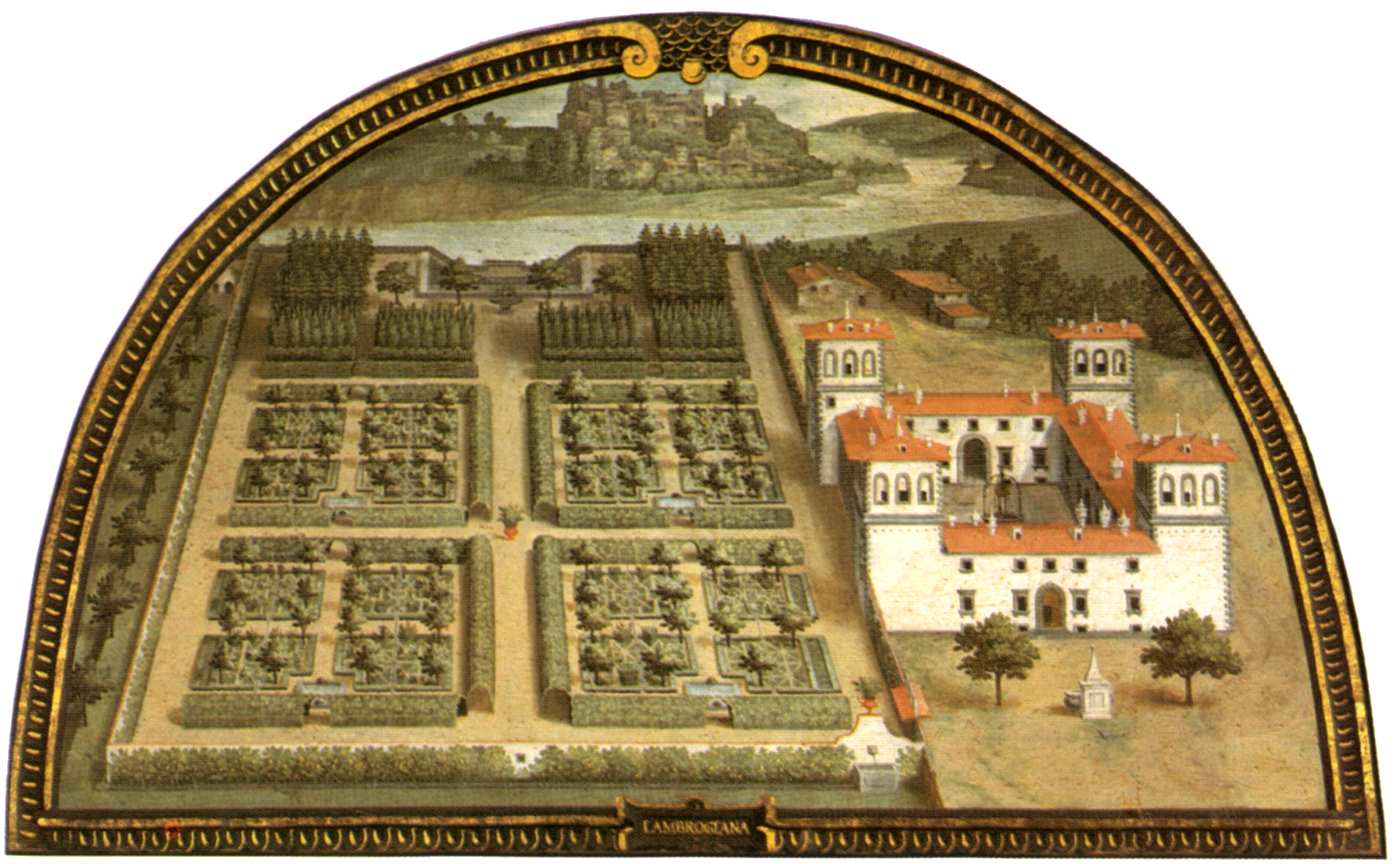
Villa medicea dell'Ambrogiana
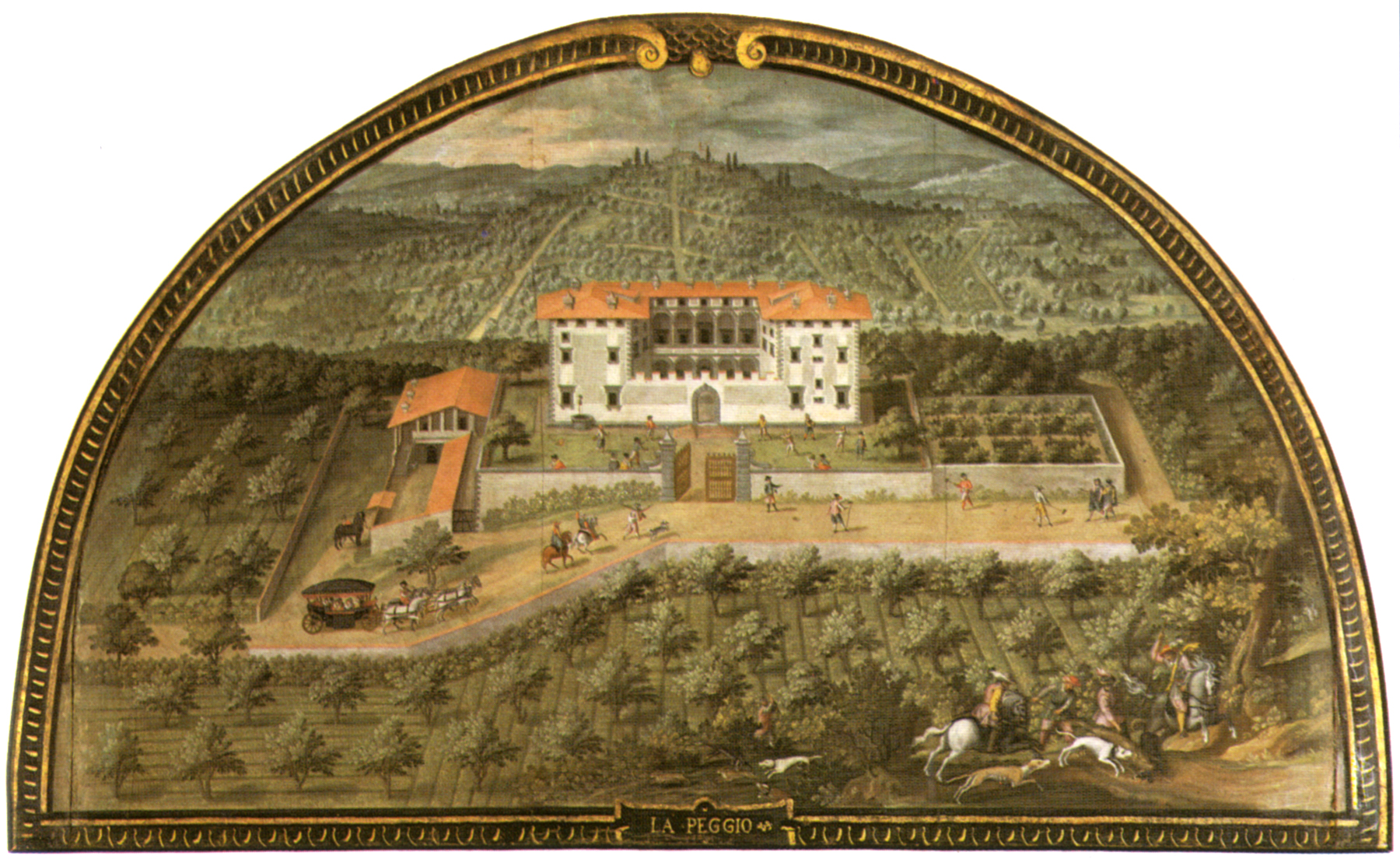
Villa medicea di Lappeggi
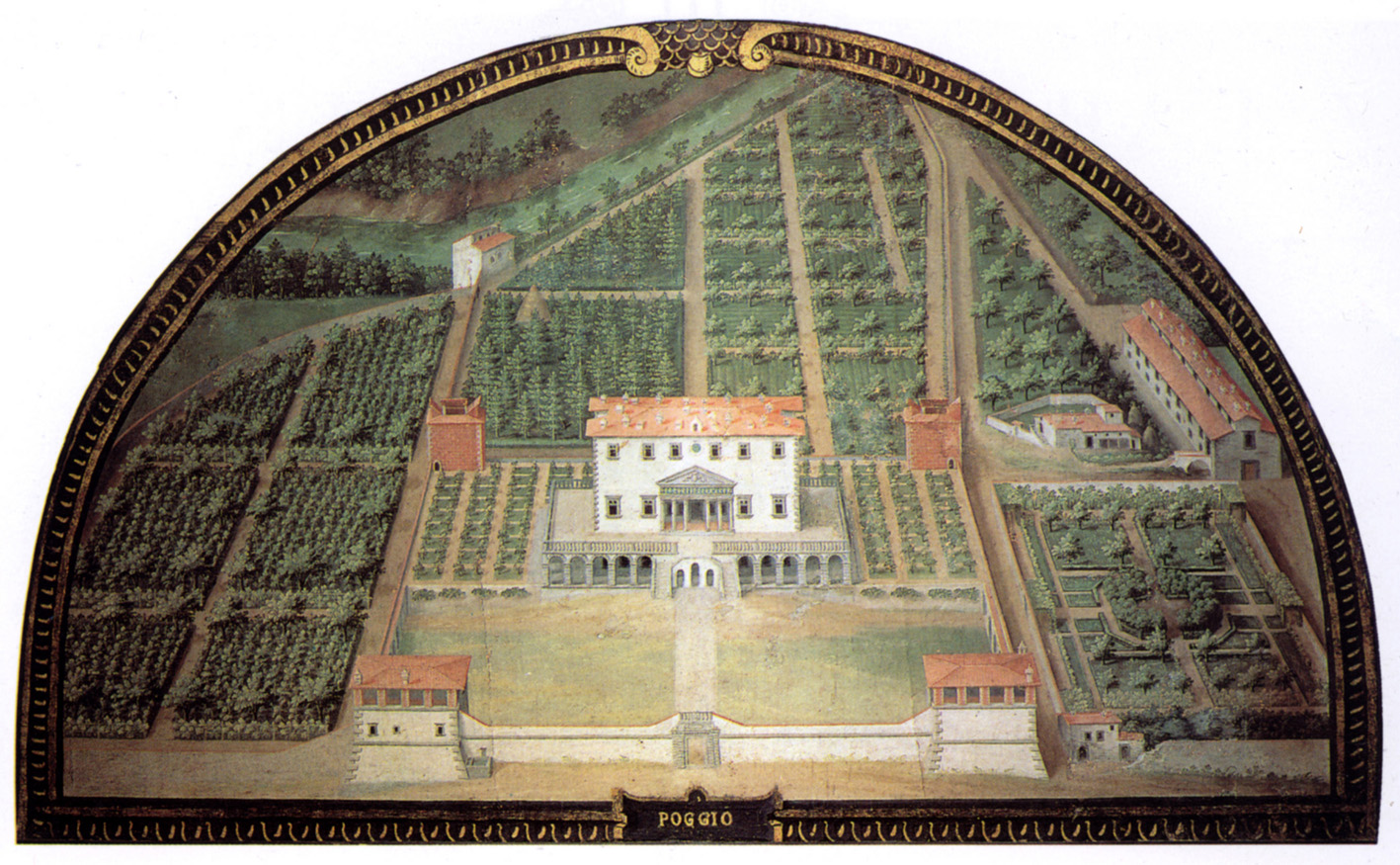
Villa medicea di Poggio a Caiano
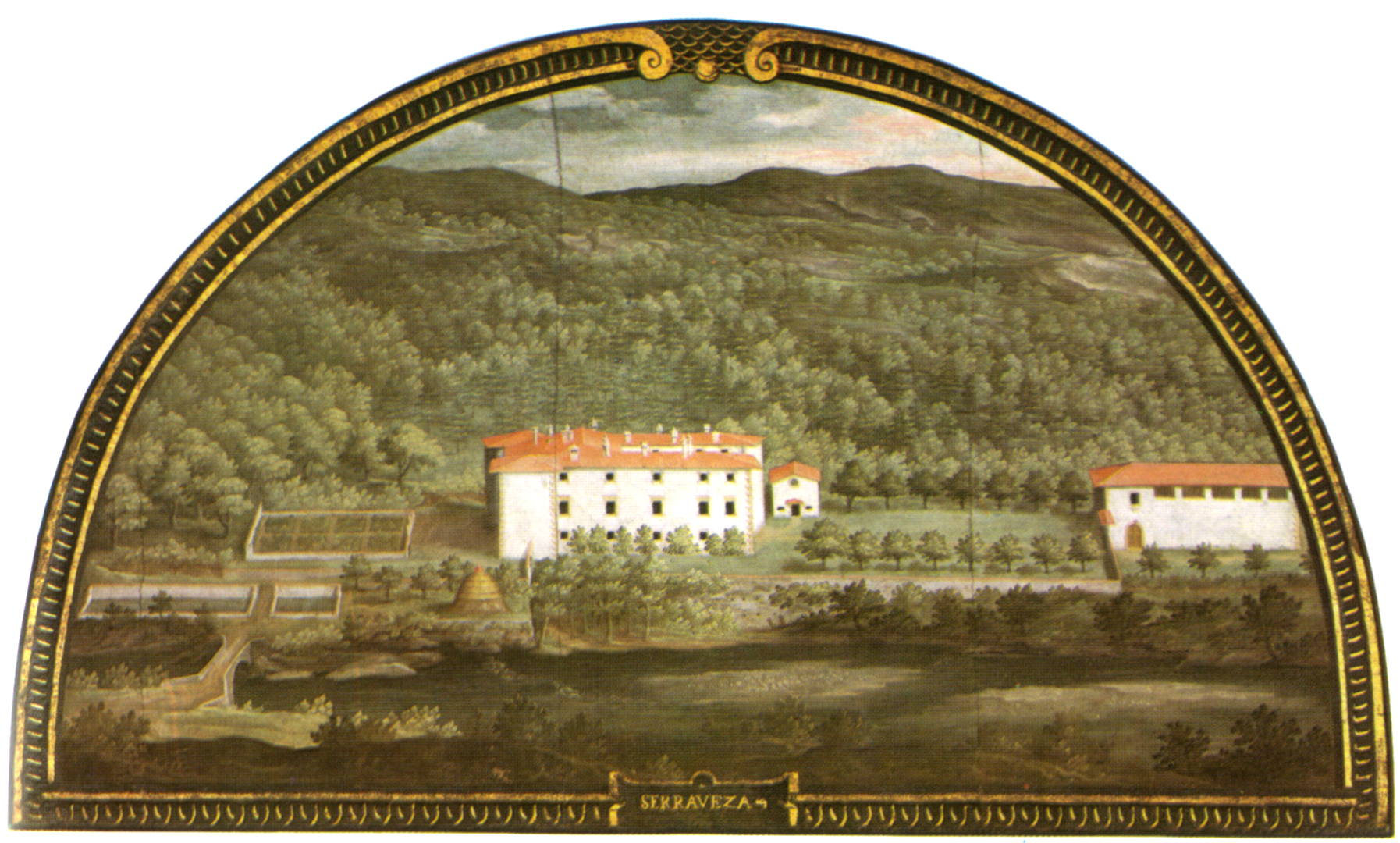
Villa medicea di Seravezza
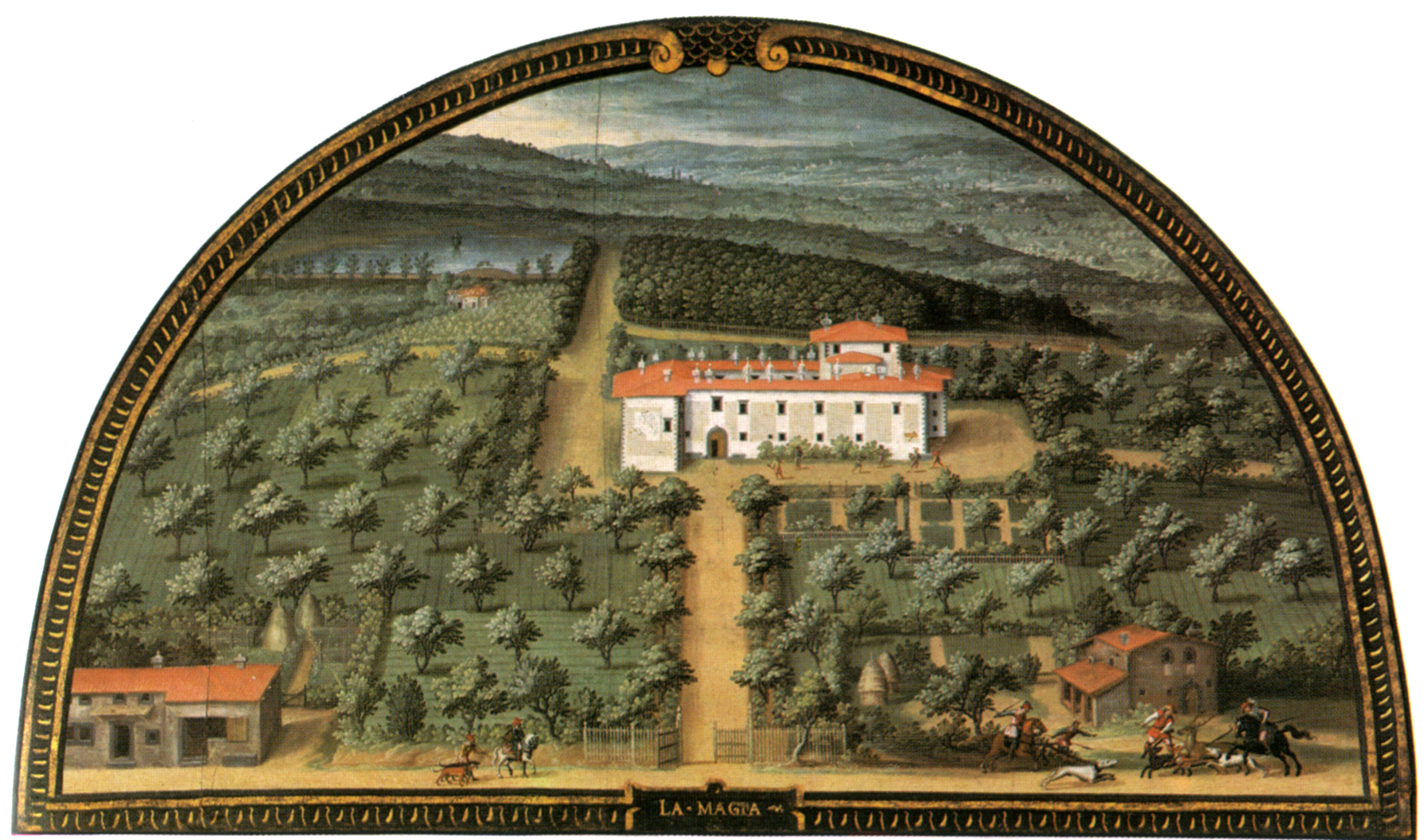
Villa medicea La Magia
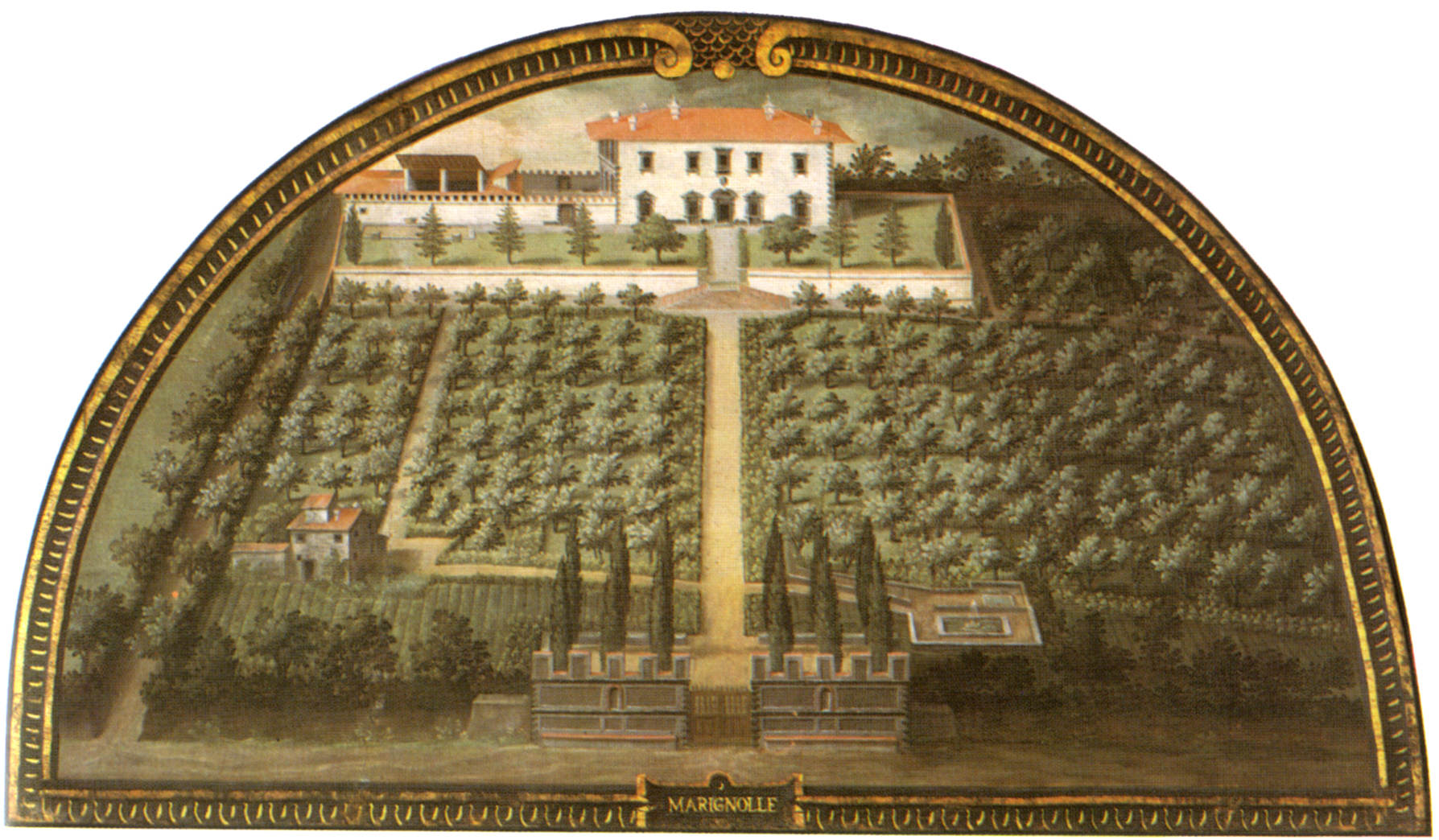
Villa medicea di Marignolle
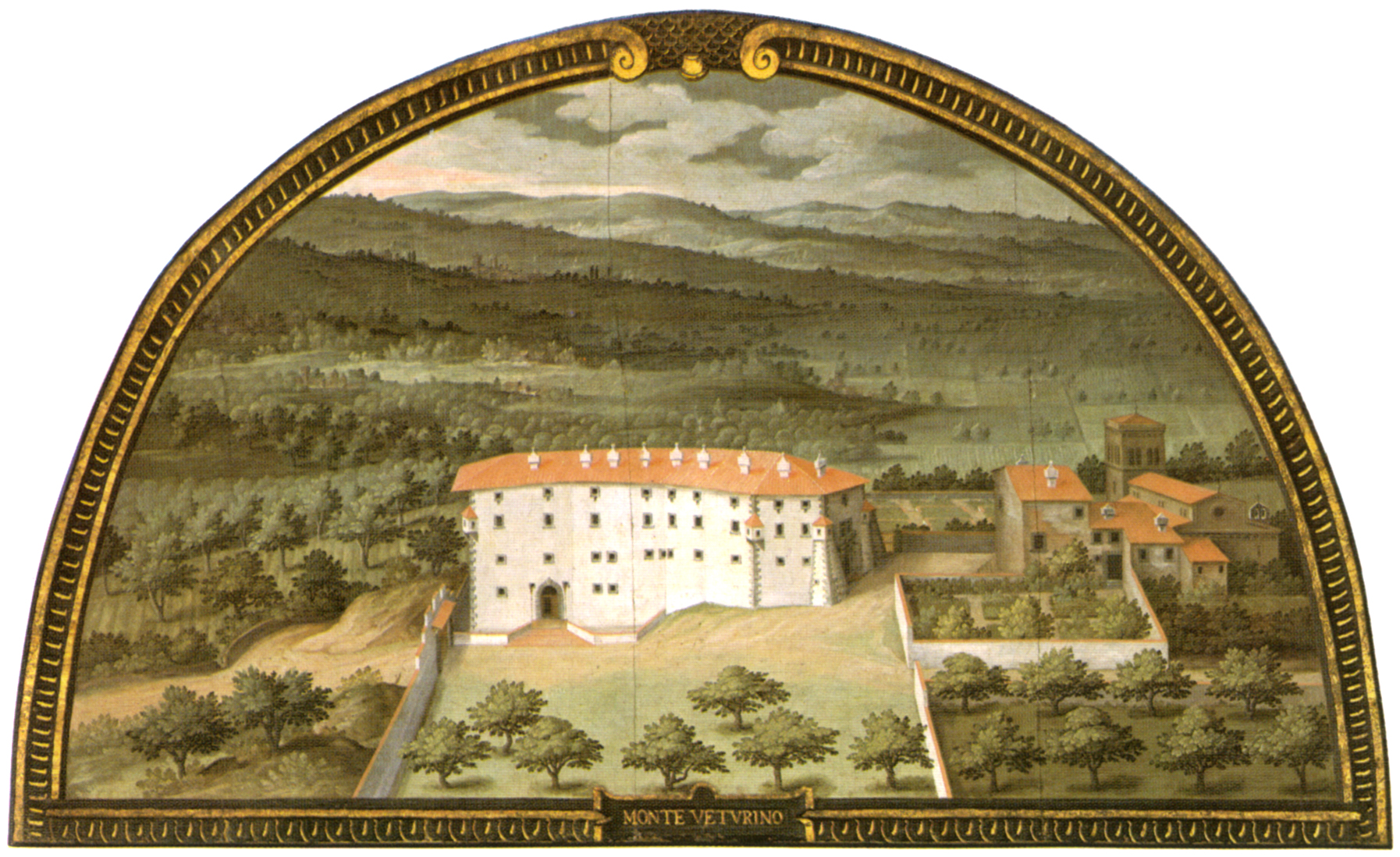
Villa medicea di Montevettolini
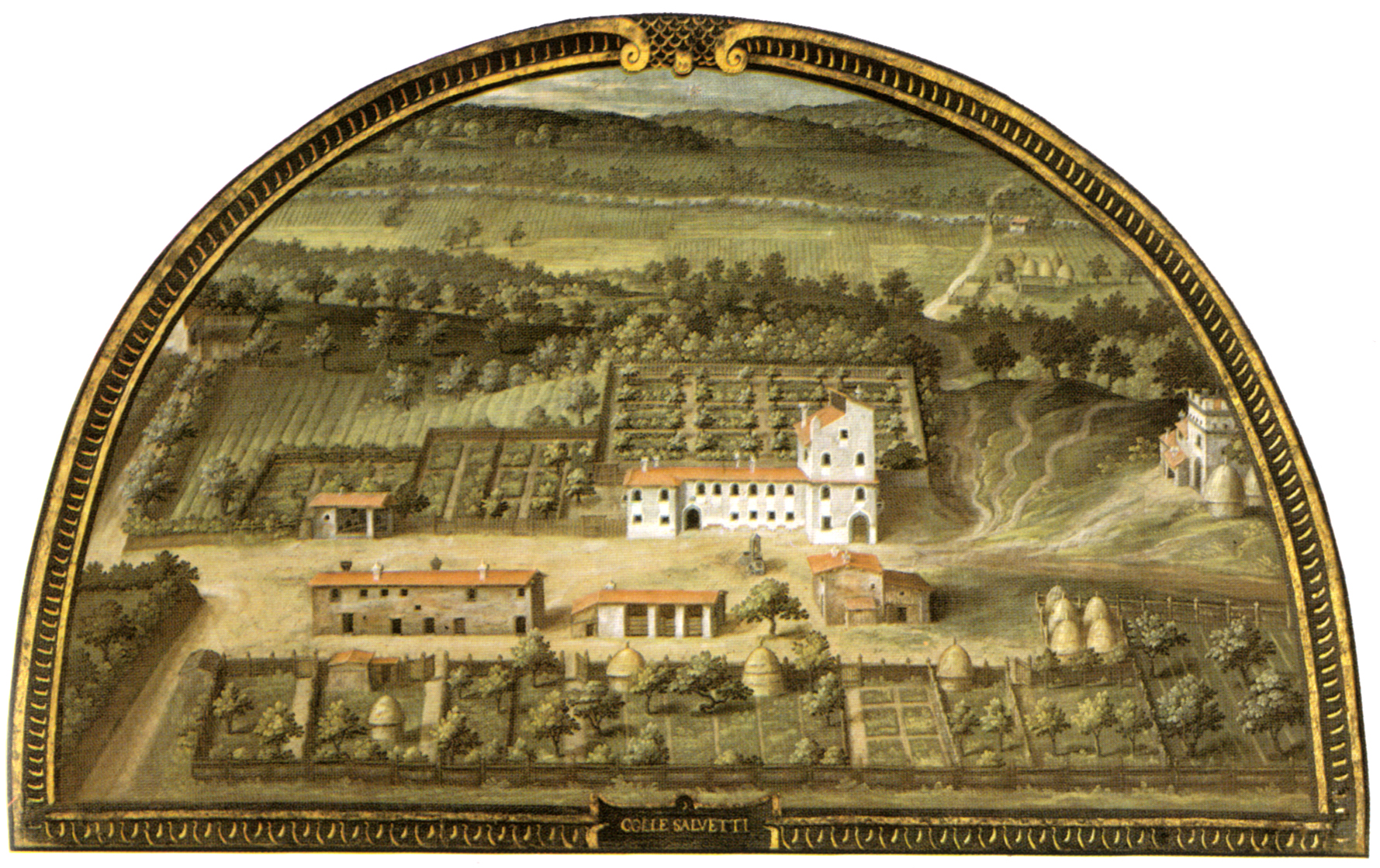
Villa medicea di Collesalvetti